# Carmine Gallone
Carmine Gallone, nato Carmelo Camillo Gallone (Taggia, 10 settembre 1885 – Frascati, 11 marzo 1973), è stato un regista italiano, conosciuto soprattutto per i suoi film lirico-musicali e storico-biografici. Fra questi ultimi vi fu anche Scipione l'Africano, uno dei più noti lungometraggi prodotti nel ventennio fascista. Il film, improntato all'esaltazione della romanità, stabiliva chiari parallelismi fra Scipione l'Africano e Mussolini e, in via più generale, fra la missione civilizzatrice di Roma in Africa e quella dell'Italia fascista.

## Biografia
Gallone nacque a Taggia, in provincia di Imperia, il 10 settembre 1885, da padre italiano originario di Sorrento e da madre francese originaria di Nizza. Cresciuto a Napoli, iniziò a soli quindici anni come commediografo e nel 1911 vinse, ex aequo, il Concorso drammatico nazionale bandito dal comitato per l'Esposizione per il suo dramma dal titolo Britannico.
Successivamente si trasferì a Roma dove nel 1912 fu assunto come «generico» dalla compagnia del Teatro Argentina, proseguendo ugualmente l'attività di autore drammatico. Nello stesso anno ebbe le sue prime esperienze cinematografiche alla Cines, conobbe e sposò l'attrice polacca Stanislava Winaver più nota al pubblico come Soava Gallone, che diresse in molti suoi film.
Promosso a regista, soltanto nel 1914 diresse ben tredici titoli, tra questi Amore senza veli, Il romanzo di un torero, La donna nuda (1914) e Le campane di Sorrento. Nel 1916 si segnalò alla regia del film Avatar.
Nel 1919 girò il suo primo film di successo, Redenzione, ben accolto dal pubblico e dalla critica. Nel 1924, assieme ad Augusto Genina, diresse Il corsaro. L'anno seguente, a causa del protrarsi della crisi dell'industria cinematografica italiana, Gallone lasciò l'Italia per girare film in Francia, Germania, Inghilterra e Austria.
Per la sua predilezione nei rifacimenti storici fu paragonato a Cecil B. De Mille e di lui si ricordano film come Gli ultimi giorni di Pompei (1926) e, molti anni più tardi, Scipione l'Africano (1937), che furono utilizzati per esaltare i destini imperiali del regime mussoliniano, attraverso la riscoperta della grandezza dell'antica Roma. Del film Scipione l'Africano, dichiarò: «Se il film non piace al Duce mi sparo». Il film in effetti non entusiasmò Mussolini, ma fu ugualmente premiato al Festival di Venezia ed ebbe un buon successo.
Gallone fu anche molto impegnato a dirigere film che avevano come ispirazione soggetti legati al teatro d'opera, come Casta Diva (1935), Il sogno di Butterfly (1939) (dei quali realizzerà in seguito due remake, entrambi usciti nel 1954) e Puccini (1953).
Dopo la parentesi italiana del film Scipione l'Africano, Gallone tornò a lavorare in patria nel 1940. Diresse ancora film storici come Messalina (1951) e Cartagine in fiamme (1960), ma anche alcuni film della serie Don Camillo interpretati da Fernandel e Gino Cervi, ed anche alcune pellicole del filone strappalacrime.
Carmen di Trastevere (1962) fu l'ultimo film della sua lunghissima carriera, caratterizzata da oltre un centinaio di pellicole che lo resero uno dei registi più prolifici della storia del cinema italiano, attivo sia in epoca muta che sonora.
Morì l'11 marzo 1973 all'età di 87 anni per una polmonite.

## Premi
- 1935:  Casta Diva,  Mostra di Venezia d'Arte Cinematografica - Leone d'Oro Coppa Mussolini per il miglior film italiano[7][8].
- 1936: Al Sole, medaglia di segnalazioni speciale.
- 1937: Scipione l'Africano, Mostra di Venezia d'Arte Cinematografica  - Leone d'Oro - Coppa Mussolini per il miglior film italiano[9] .

## Filmografia parziale
- La donna nuda (1914)
- La marcia nuziale (1915)
- Sempre nel cor la Patria!... (1915)
- Senza colpa! (1915)
- L'uomo sognato (1915)
- La beffa atroce (1915)
- Capriccio mortale (1915)
- Fior di male (1915)
- Sotto le tombe (1915)
- Avatar (1916)
- La falena (1916)
- Malombra (1917)
- La storia di un peccato (1918)
- Il bacio di Cirano (1919)
- Redenzione (1919)
- Marcella (1922)
- Il corsaro (1924)
- Gli ultimi giorni di Pompei (1926)
- Terra senza donne (Das Land ohne Frauen) (1929)
- La città del piacere (La Ville des mille joies) (1928)
- Die singende Stadt (1930)
- Un soir de rafle (1931)
- La città canora (City of Song) (1931)
- Di notte a Parigi (Un Soir de rafle) (1931)
- Il figlio della strada (Un fils d'Amérique) (1932)
- King of the Ritz, co-regia di Herbert Smith (1933)
- E lucean le stelle (1935)
- Casta Diva (1935)
- The Divine Spark (1935)
- Rapsodia d'amore (Wenn die Musik nicht wär) (1935)
- Al sole (1936)
- Scipione l'Africano (1937)
- Un dramma al circo (Manege) (1937)
- Giuseppe Verdi (1938)
- Solo per te (1938)
- Marionette (1939)
- L'allegro cantante (Das Abenteuer geht weiter) (1939)
- Il sogno di Butterfly (1939)
- Melodie eterne (1940)
- Manon Lescaut (1940)
- Amami Alfredo (1940)
- Oltre l'amore (1940)
- L'amante segreta (1941)
- Primo amore (1941)
- Le due orfanelle (1942)
- Odessa in fiamme (1942)
- La regina di Navarra (1942)
- Harlem (1943)
- Tristi amori (1943)
- Il canto della vita (1945)
- Biraghin (1945)
- Avanti a lui tremava tutta Roma (1946)
- Rigoletto (1946)
- Addio Mimì! (1947)
- La signora delle camelie (1947)
- La leggenda di Faust (1949)
- Il trovatore (1949)
- La forza del destino (1950)
- Taxi di notte (1950)
- Messalina (1951)
- Senza veli, co-regia di Arthur Maria Rabenalt (1952)
- Puccini (1953)
- Cavalleria rusticana (1953)
- Madama Butterfly (1954)
- Casa Ricordi (1954)
- Casta Diva (1954)
- La figlia di Mata Hari, co-regia di Renzo Merusi (1954)
- Don Camillo e l'onorevole Peppone (1955)
- Michele Strogoff (1956)
- Tosca (1956)
- Polikuska (1958)
- Cartagine in fiamme (1959)
- Don Camillo monsignore... ma non troppo (1961)
- La monaca di Monza (1962)
- Carmen di Trastevere (1962)